# Nabil Lasmari
Nabil Lasmari (* 8. Februar 1978; arabisch نبيل لسماري) ist ein französisch-algerischer Badmintonspieler.

## Sportliche Karriere
Lasmari gewann 1996 die Einzelmeisterschaften der Junioren in Frankreich. Von 1998 bis 2004 siegte er im Zweijahresrhythmus ebenfalls im Herreneinzel bei den Meisterschaften der Erwachsenen. 2005 siegte er bei den French Open, noch für Frankreich startend, 2006 wurde er für Algerien Afrikameister, und 2007 gewann er die Afrikaspiele.
Beim Badmintonturnier bei den Olympischen Spielen 2008 startete er im Einzel. Nach einem Freilos in Runde eins scheiterte er in der zweiten Runde an Peter Gade und wurde somit 17.

## Sportliche Erfolge
| Saison | Veranstaltung                                  | Disziplin    | Platz | Name                          |
| ------ | ---------------------------------------------- | ------------ | ----- | ----------------------------- |
| 1996   | Frankreich: Einzelmeisterschaften der Junioren | Herreneinzel | 1     | Nabil Lasmari                 |
| 1998   | Frankreich: Einzelmeisterschaften              | Herreneinzel | 1     | Nabil Lasmari                 |
| 2000   | Frankreich: Einzelmeisterschaften              | Herreneinzel | 1     | Nabil Lasmari                 |
| 2001   | Slowenien: Internationale Meisterschaften      | Herreneinzel | 1     | Nabil Lasmari                 |
| 2001   | Welsh International                            | Herreneinzel | 3     | Nabil Lasmari                 |
| 2002   | Frankreich: Einzelmeisterschaften              | Herreneinzel | 1     | Nabil Lasmari                 |
| 2004   | Frankreich: Einzelmeisterschaften              | Herreneinzel | 1     | Nabil Lasmari                 |
| 2004   | Strasbourg Masters                             | Herreneinzel | 1     | Nabil Lasmari                 |
| 2005   | French Open                                    | Mixed        | 1     | Nabil Lasmari / Eny Widiowati |
| 2006   | Afrikameisterschaft                            | Herreneinzel | 1     | Nabil Lasmari                 |
| 2007   | Giraldilla                                     | Herreneinzel | 1     | Nabil Lasmari                 |
| 2007   | Afrikaspiele                                   | Herreneinzel | 1     | Nabil Lasmari                 |
| 2007   | Algeria International                          | Herreneinzel | 1     | Nabil Lasmari                 |
| 2007   | Peru International                             | Herreneinzel | 1     | Nabil Lasmari                 |
| 2007   | Bahrain International                          | Herrendoppel | 3     | Nabil Lasmari / Lenaic Luong  |
| 2007   | Iran Fajr International                        | Herreneinzel | 1     | Nabil Lasmari                 |
| 2007   | Panarabische Spiele                            | Herrendoppel | 1     | Nabil Lasmari / Karim Rezig   |
| 2007   | Panarabische Spiele                            | Herreneinzel | 1     | Nabil Lasmari                 |